# Sulawesi occidental
Sulawesi occidental, en indonésien Sulawesi Barat, est une province d'Indonésie créée en 2004 par la séparation d'une partie de la province de Sulawesi du Sud dans l'île de Sulawesi. Sa capitale est Mamuju.

## Géographie

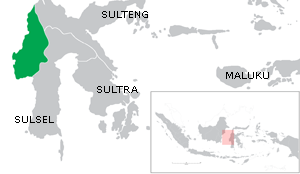
Carte de la province de Sulawesi occidental.

La province est située dans la partie centrale de Sulawesi, sur sa côte occidentale. Elle est bordée :
- Au nord, par celle de Sulawesi central,
- À l'est, par celle de Sulawesi du Sud,
- Au sud et à l'ouest, par le détroit de Makassar.

## Divisions administratives
À l'origine, la province était composée de trois kabupaten : Majene, Mamuju et Polewali-Mamasa. Elle en compte désormais cinq :
- Majene (Majene)
- Mamasa (Mamasa)
- Mamuju (Mamuju)
- Mamuju du Nord (Pasangkayu)
- Polewali Mandar (Polewali)

Elle est la seule province d'Indonésie, à l'exception de Jakarta, à ne comporter aucune kota.

## Démographie

### Informations générales
La majorité de la population est formée par le groupe ethnique Mandar (49,15 % selon les statistiques officielles). Les autres groupes sont les Toraja (13,95 %), les Bugis (10,79 %), les Javanais (5,38 %), les Makassar (1,59 %).
La langue mandar appartient à la famille austronésienne et est proche de la langue toraja.

### Religion
|                | Quantité  | %      |
| -------------- | --------- | ------ |
| Islam          | 1 216 968 | 83,89% |
| Protestantisme | 192 930   | 13,30% |
| Hindouisme     | 19 098    | 1,32%  |
| Catholicisme   | 15 731    | 1,08%  |
| Autres         | 5 930     | 0,41%  |

## Histoire

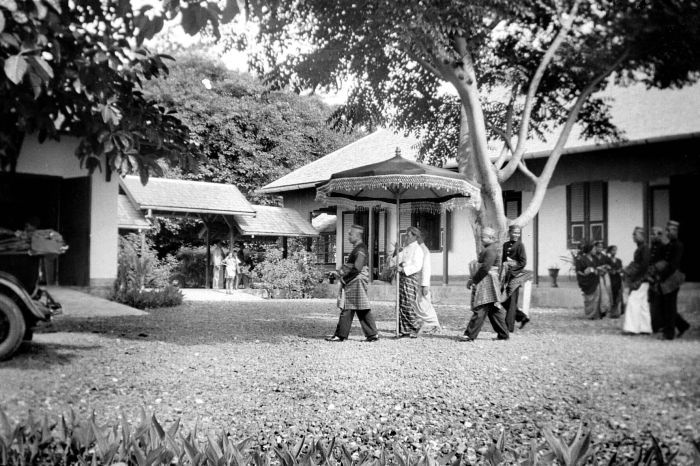
Le prince de Balanipa se rend à la demeure de lassistent-resident de Mamuju (1938)

On a trouvé, sur le site de Kalumpang, en amont du fleuve Karama, des outils de technique néolithique mais datant du début l'ère commune.
Près de l'embouchure du Karama, à Sempaga, on a trouvé le plus ancien objet d'art religieux d'inspiration indienne d'Indonésie, une statue du Bouddha en bronze de style Amaravati qu'on a daté du IIIe  ou  IVe siècle apr. J.-C., sans doute fabriquée en Inde, ce qui indique que la région entretenait des relations commerciales avec le monde extérieur. Cette statue est du même style que d'autres trouvées à Java oriental et à Palembang à Sumatra du Sud.
Le Karama était une des voies d'accès au gisement de minerai de fer de Seko (province de Sulawesi du Sud), un des rares sites de production d'Asie du Sud-Est.